# Benedykt Elmer
Benedykt Elmer (ur. 14 października 1881 we Lwowie, zm. 21 grudnia 1959) – polski nauczyciel, filozof, dziennikarz, dyplomata.

## Życiorys
Benedykt Elmer urodził się jako Baruch Weissman w spolonizowanej rodzinie żydowskiej. Nazwisko zmienił w 1910. Wtedy też zaczął używać imienia Benedykt. Uczył się w IV Gimnazjum we Lwowie, gdzie zdał egzamin dojrzałości (1892–1900). Zaprzyjaźnił się wówczas z Janem Dąbskim, który wynajmował pokój u jego rodziców. W latach 1900–1904 studiował filozofię i filologię klasyczną na Wydziale Filozoficznym Uniwersytetu Lwowskiego. W 1904 był wśród założycieli Polskiego Towarzystwa Filozoficznego we Lwowie. Publikował m.in. w „Krytyce”, „Słowie Polskim”, „Tygodniku Słowa Polskiego”. 13 lipca 1905 obronił na Uniwersytecie Lwowskim egzamin doktorski. 13 lutego 1906 zdał egzamin nauczycielski uprawniający do nauczania filologii klasycznej w szkołach średnich z językiem polskim i niemieckim. Od września 1906 był zastępcą nauczyciela w IV Gimnazjum we Lwowie, a od 30 lipca 1907 do wybuchu I wojny światowej nauczycielem rzeczywistym w I Gimnazjum w Tarnopolu. 31 października 1910 przyznano mu tytuł profesora. W lipcu 1915 został przydzielony do I Gimnazjum w Przemyślu. Od 21 grudnia 1916 posiadał VIII rangę służbową. Od września 1917 ponownie w Tarnopolu, najpierw w II Gimnazjum, a po roku wrócił do I Gimnazjum, gdzie uczył do 1921.
30 grudnia 1921 został ochrzczony w parafii św. Krzyża w Warszawie, przyjmując imiona Benedykt Kazimierz. Rozpoczął pracę w Ministerstwie Spraw Zagranicznych. W 1923 objął stanowisko referenta prasowego, a następnie sekretarza Poselstwa w Berlinie. W 1928 został przeniesiony jako sekretarz do poselstwa w Hadze. W latach 30. zamieszkał w Warszawie. Był wówczas członkiem Rady Naczelnej i Sądu Partyjnego Stronnictwa Ludowego. Publikował komentarze polityczne na łamach „Zielonego Sztandaru”, „Gazety Robotniczej”, „Robotnika”, „Epoki”, „Dziennika Powszechnego”. Publikował niekiedy pod pseudonimami Adam Skiba czy Diplomaticus. W 1946 został mianowany posłem w Holandii jako przedstawiciel Tymczasowego Rządu Jedności Narodowej. Listy uwierzytelniające złożył na ręce królowej Wilhelminy 26 lutego 1946. W 1948, pod zarzutem defraudacji pieniędzy misji dyplomatycznej, został pozbawiony funkcji (miał współpracować także z wywiadem holenderskim – BVD, o czym polskie władze jednak nie wiedziały). 21 lutego 1948 został przez władze komunistyczne wraz z żoną wyrzucony ze służbowego mieszkania. Uciekł do Luksemburga. W latach 50. publikował w londyńskim dwutygodniku „Jutro Polski”.

## Publikacje książkowe
- Benedykt Elmer: Niemcy bez złudzeń. Warszawa: F. Hoesick, 1932. OCLC 233453995. Brak numerów stron w książce
- Benedykt Elmer: Ku czemu idzie Polska? Złudzenia polityki zagranicznej. Warszawa: Księgarnia Robotnicza, 1938. OCLC 839078222. Brak numerów stron w książce
- Benedykt Elmer: Winowajcy klęski wrześniowej. Warszawa: Wiedza, 1946. OCLC 69470755. Brak numerów stron w książce